# ジョン・バウンズ
ジョン・バウンズ(英語: Jon Bounds)とはイングランド・バーミンガム出身のソーシャルメディアおよびマルチメディアのフリーランスコンサルタント、ユーモリストである。
バーミンガムのペリー・バール地区で生誕し、キング・エドワード6世アストンに通い、現在はモーズリー郊外に在住している。
Friends of Edの技術・発注編集者を経て、その後4年近くBBCにてBBCバーミンガムにおけるパブリックスペースの技術調査官として勤務しながらバーミンガム大学で計算機科学を勉強した。彼はビッグ・ピクチャープロジェクト(www.inthebigpicture.co.uk)のオンライン編集者も務めていた。 
おそらく彼の最も著名な点は"Birmingham: It's Not Shit" (B:iNS)というカルト的なウェブサイトを製作したことと思われる。
2008年11月11日にTwitter、Facebook、ブログ、elevenbus.co.ukにて午前11時から11時間、アウターサークルバス11号線を使った旅のドキュメントをオンライン配信した。翌月には政府高官のトム・ワトソン、ガーディアン紙記者のジェミマ・キッスらが出演したTwitter上のパントマイムである「TwitPanto」を開催した。2009年12月18日にバーミンガム・ヒッポドロームを会場に場面の一つであるWatson - by then a back-bench MP -として開催し、さらにウェビー賞のOfficial Honoureeに選ばれた。このイベントは2010年12月20日にも再び開催された。
彼はバーミンガムポストやガーディアンなどでの執筆活動を行っている。
2008年、バーミンガムポストの「Power 50」（バーミンガムにて最も影響力のあるとされる人物）における「最も影響力のあるウェストミッドランズの人物14位」に選ばれ、2009年にも選考対象に挙げられた。